# Futbalový štadión Spišská Nová Ves
Futbalový štadión Spišská Nová Ves – stadion piłkarski w Nowej Wsi Spiskiej, na Słowacji. Został otwarty w 1928 roku. Może pomieścić 4000 widzów. Swoje spotkania rozgrywają na nim piłkarze klubu FK Noves Spišská Nová Ves.
Stadion powstał w 1928 roku. Początkowo jego właścicielem był miejski klub lekkoatletyczny. W 1949 roku przejęła go organizacja Sokół, a od 1990 roku zarządza nim miasto. W 2018 roku rozebrano betonowe trybuny na wałach ziemnych dookoła stadionu, co zredukowało pojemność obiektu z 10 000 do 4000 widzów.
24 maja 1971 roku na stadionie rozegrano jedno spotkanie fazy grupowej Turnieju Juniorów UEFA (Jugosławia – Polska 5:1).